# Zephyria Tholus
Lo Zephyria Tholus è una struttura geologica della superficie di Marte.